# Archidendron
Archidendron är ett släkte av ärtväxter. Archidendron ingår i familjen ärtväxter.

## Bildgalleri

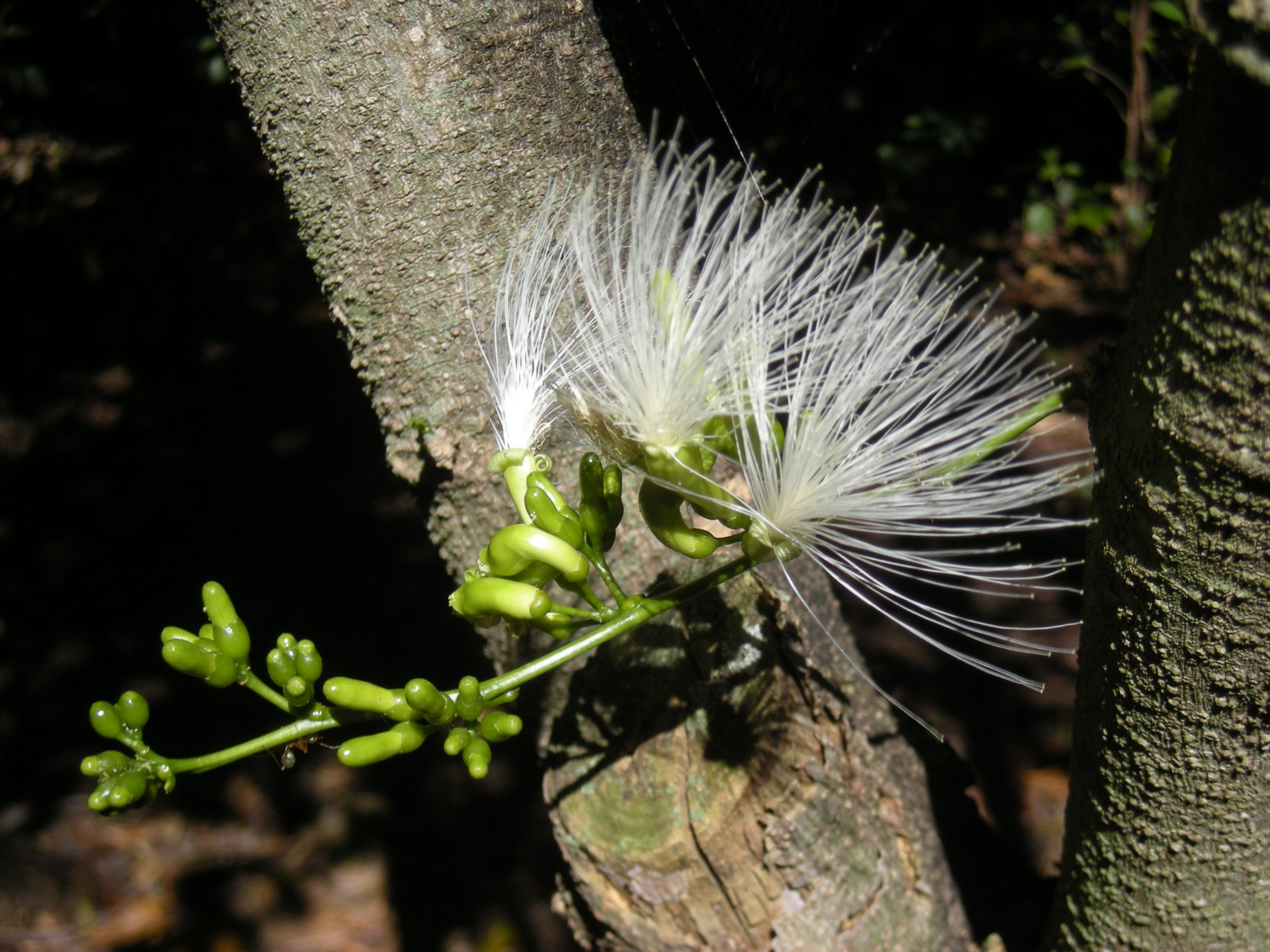
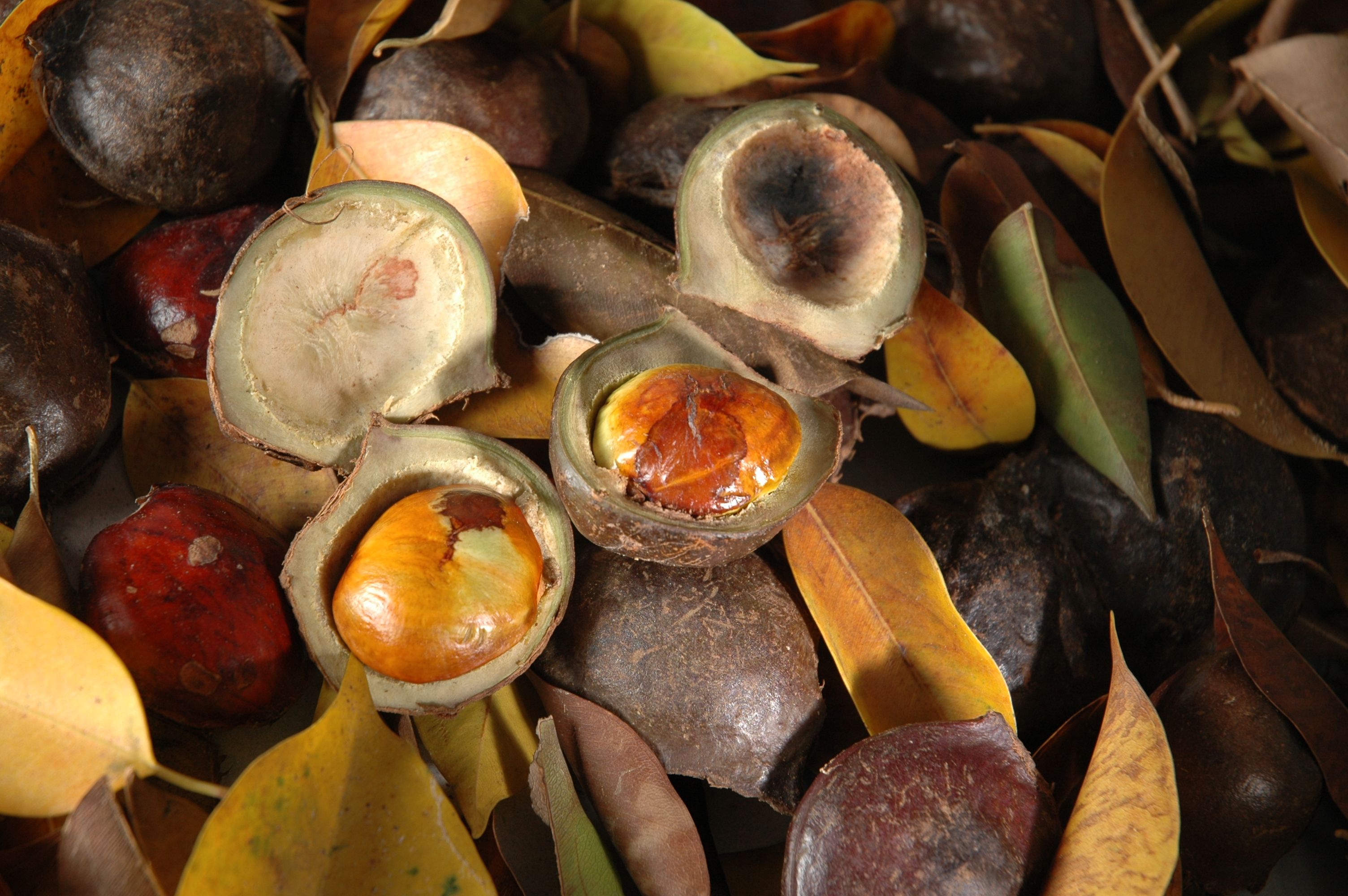
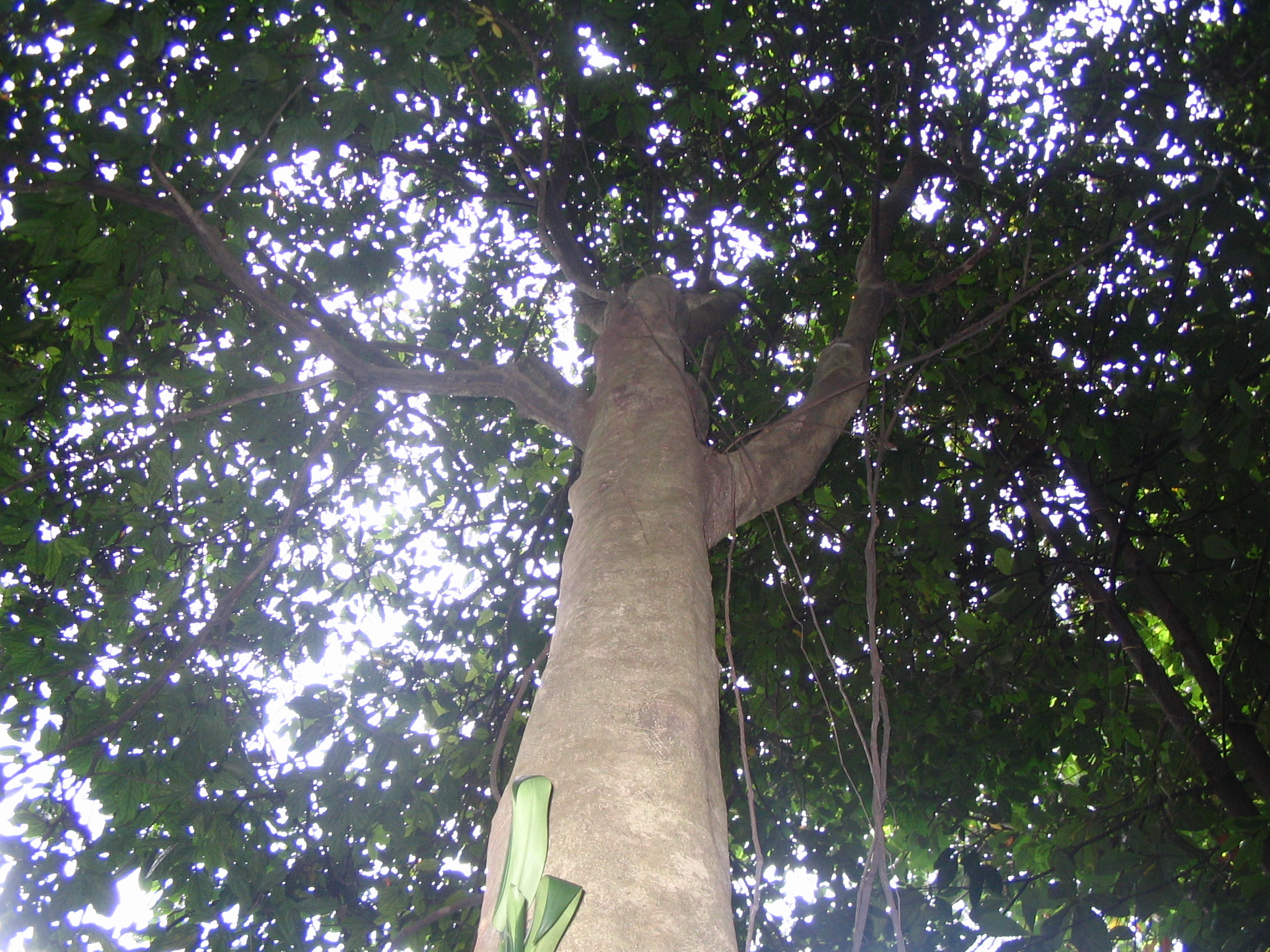
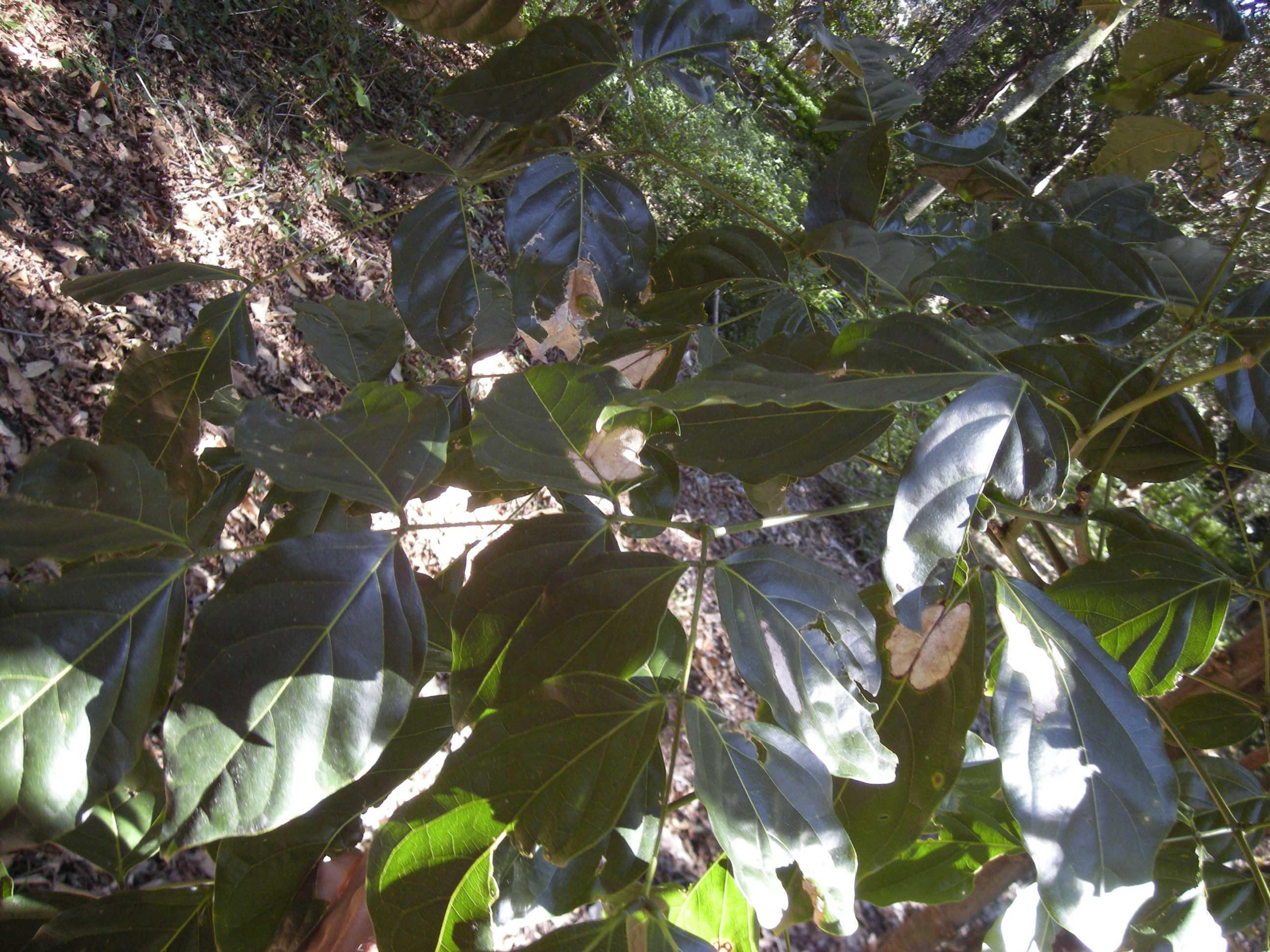
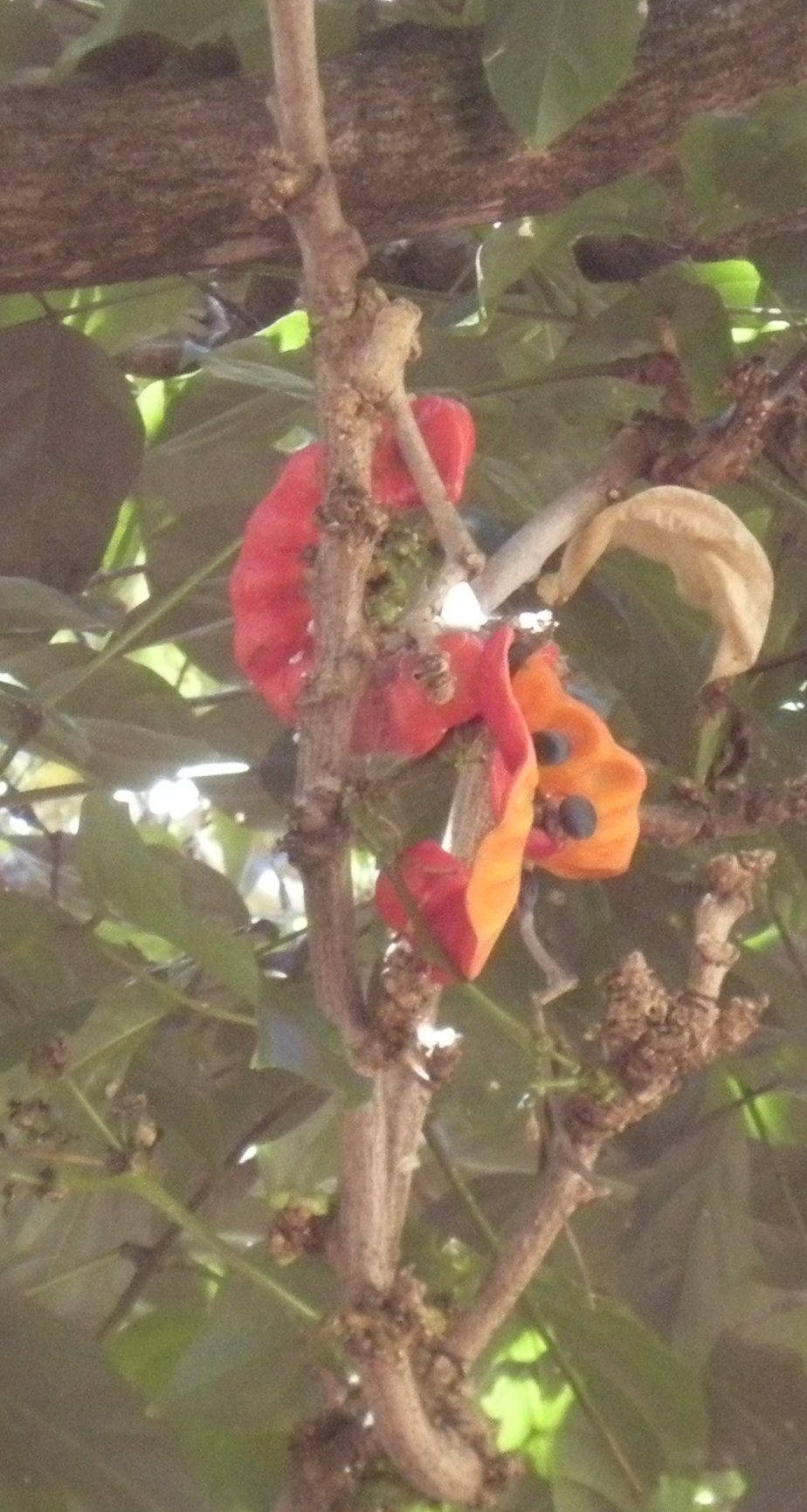
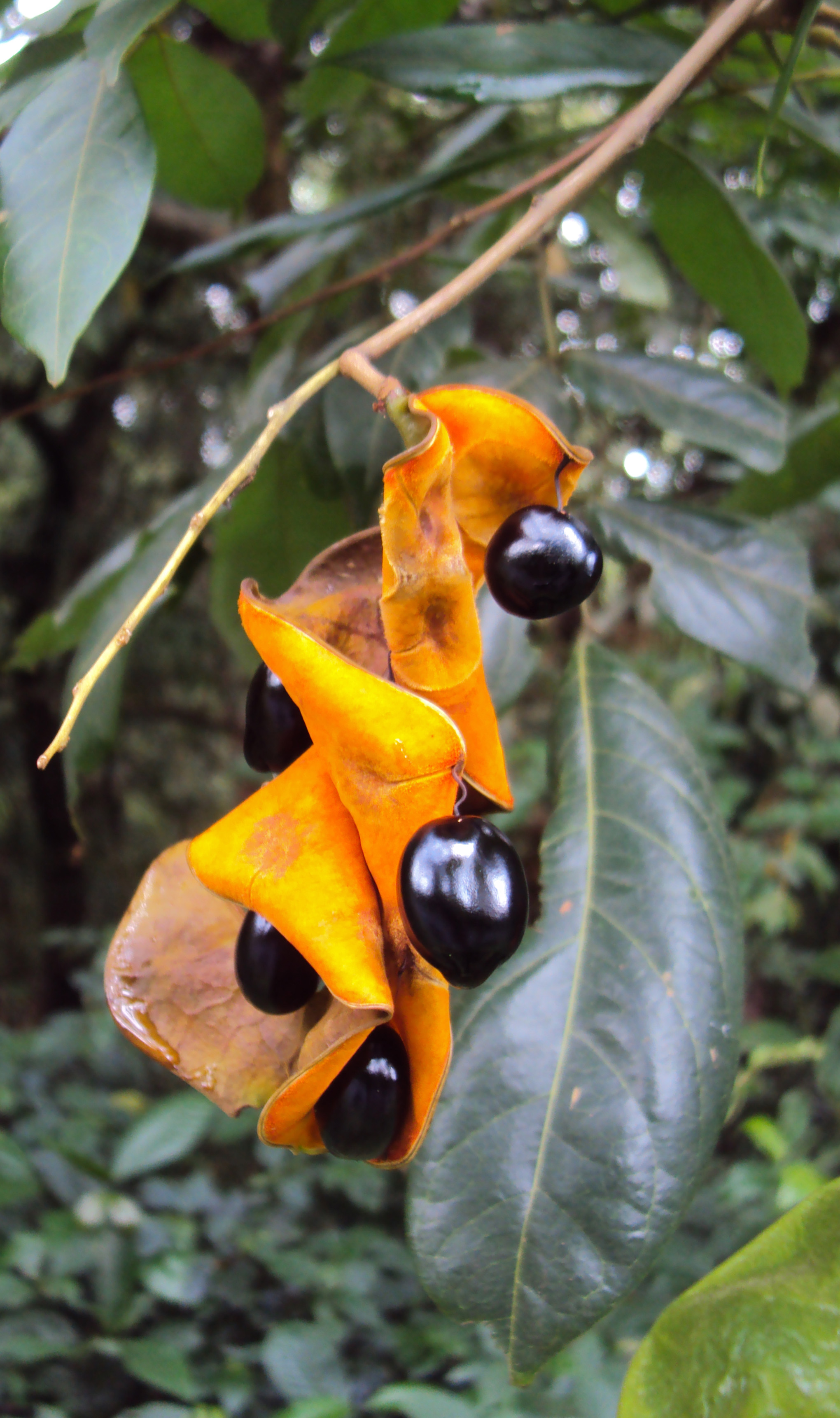

## Dottertaxa tillArchidendron, i alfabetisk ordning[1]
- Archidendron alatum
- Archidendron alternifoliolatum
- Archidendron apoense
- Archidendron arborescens
- Archidendron aruense
- Archidendron balansae
- Archidendron baucheri
- Archidendron beguinii
- Archidendron bellum
- Archidendron bigeminum
- Archidendron borneense
- Archidendron brachycarpum
- Archidendron brevicalyx
- Archidendron brevipes
- Archidendron bubalinum
- Archidendron calliandrum
- Archidendron calycinum
- Archidendron chevalieri
- Archidendron clypearia
- Archidendron cockburnii
- Archidendron conspicuum
- Archidendron contortum
- Archidendron cordifolium
- Archidendron crateradenum
- Archidendron dalatense
- Archidendron eberhardtii
- Archidendron ellipticum
- Archidendron fagifolium
- Archidendron falcatum
- Archidendron fallax
- Archidendron forbesii
- Archidendron glabrifolium
- Archidendron glabrum
- Archidendron glandulosum
- Archidendron globosum
- Archidendron glomeriflorum
- Archidendron gogolense
- Archidendron grandiflorum
- Archidendron harmsii
- Archidendron havilandii
- Archidendron hendersonii
- Archidendron hirsutum
- Archidendron hispidum
- Archidendron hooglandii
- Archidendron jiringa
- Archidendron kalkmanii
- Archidendron kerrii
- Archidendron kinubaluense
- Archidendron kunstleri
- Archidendron laoticum
- Archidendron lovelliae
- Archidendron lucidum
- Archidendron lucyi
- Archidendron megaphyllum
- Archidendron merrillii
- Archidendron microcarpum
- Archidendron minahassae
- Archidendron molle
- Archidendron monopterum
- Archidendron mucronatum
- Archidendron muellerianum
- Archidendron multifoliolatum
- Archidendron muricarpum
- Archidendron nervosum
- Archidendron novo-guineense
- Archidendron oblongum
- Archidendron occultatum
- Archidendron oppositum
- Archidendron pachycarpum
- Archidendron pahangense
- Archidendron palauense
- Archidendron parviflorum
- Archidendron pauciflorum
- Archidendron pellitum
- Archidendron poilanei
- Archidendron ptenopum
- Archidendron quocense
- Archidendron ramiflorum
- Archidendron robinsonii
- Archidendron royenii
- Archidendron rufescens
- Archidendron sabahense
- Archidendron scutiferum
- Archidendron sessile
- Archidendron syringifolium
- Archidendron tenuiracemosum
- Archidendron tetraphyllum
- Archidendron tjendana
- Archidendron tonkinense
- Archidendron trichophyllum
- Archidendron trifoliolatum
- Archidendron triplinervium
- Archidendron turgidum
- Archidendron utile
- Archidendron vaillantii
- Archidendron whitei
- Archidendron xichouense
- Archidendron yunnanense